# Kurt Goldstein

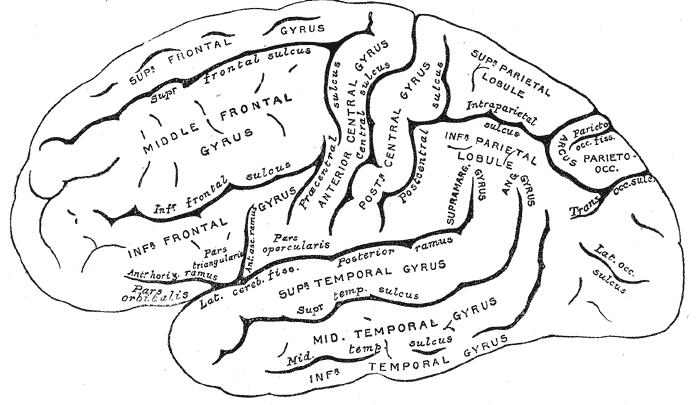
Kurt Goldstein ageerde tegen de één op één relatie hersengebied-functie

Kurt Goldstein (Katowice, 6 november 1878 - New York, 19 september 1965) was een Duitse neuroloog en psychiater, die als pionier geldt in het vakgebied van de neuropsychologie.

## Levensloop
Kurt Goldstein werd als zevende geboren van negen kinderen in een Joodse familie. Zijn moeder was een nicht van onder anderen de neuroloog Richard Cassirer en de filosoof Ernst Cassirer. Na eerst filosofie en literatuurwetenschappen in Heidelberg te hebben gestudeerd, studeerde hij in 1903 in Breslau af in de geneeskunde. Van 1906 tot de aanvang van de Eerste Wereldoorlog werkte hij in de psychiatrische kliniek van Koningsbergen. Daarna werkte hij met soldaten met hersenletsel in Frankfurt tot 1930. In 1929 werd hij hoogleraar in de neurologie aan de Universiteit van Frankfurt. In 1930 vertrok Goldstein naar Berlijn om aldaar de neurologische afdeling te leiden. Na de machtovername van de nazi's in 1933 werd hij door de SA gearresteerd en mishandeld. Gedwongen Duitsland te verlaten, vestigde hij zich in Amsterdam. Hier schreef hij zijn magnum opus Der Aufbau des Organismus. In 1935 vertrok Goldstein naar de Verenigde Staten. Hij verkreeg in 1940 de Amerikaanse nationaliteit en was werkzaam aan de Harvard-universiteit, Tufts-universiteit, Brandeis-universiteit en de Columbia-universiteit.

## Wetenschappelijke werkzaamheden
Voor de werken van Goldstein is het onderzoek met gestaltpsycholoog Adhémar Gelb in Frankfurt en Berlijn erg belangrijk geweest. Goldstein hoort bij de stichters van de Humanistische psychologie en was medewerker bij het Journal of Humanistic Psychology. Hij was een van de eerste die kritiek had op het feit dat velen slechts focusten op de relatie hersengebied-functie. In 1995 is Der Aufbau des Organismus in het Engels vertaald als The organism: A holistic approach to biology derived from pathological data in man met een inleiding van Oliver Sacks.

## Werken (selectie)
- Das Symptom, seine Entstehung und Bedeutung für unsere Auffassung vom Bau und von der Funktion des Nervensystems. 1925
- Über Aphasie. Zürich, Leipzig, Berlin, 1927.
- Der Aufbau des Organismus. Einführung in die Biologie unter besonderer Berücksichtigung der Erfahrungen am kranken Menschen. Den Haag, Nijhoff, 1934
- Human Nature in the Light of Psychopathology. Cambridge: Harvard University Press, 1947.
- Selected Papers/Ausgewählte Schriften. Den Haag, Nijhoff, 1971.
- Psychologische Analysen hirnpathologischer Fälle. Leipzig, Barth, 1920. (Samen met Adhémar Gelb)

- Bibsys: 90605713
- Biblioteca Nacional de España: XX1286362
- Bibliothèque nationale de France: cb12316640h (data)
- Catàleg d'autoritats de noms i títols de Catalunya: 981058514496306706
- CiNii: DA00599962
- Gemeinsame Normdatei: 122194292
- International Standard Name Identifier: 0000 0001 0900 6511
- Library of Congress Control Number: n85803784
- Bibliotheek van het Japanse parlement: 00441202
- Nationale Bibliotheek van Tsjechië: xx0008662
- Nationale bibliotheek van Australië: 35796763
- Nationale Bibliotheek van Israël: 987007261973505171
- Nationale Bibliotheek van Polen: a0000003374990
- Nationale en Universitaire bibliotheek Zagreb: 000266562
- Nederlandse Thesaurus van Auteursnamen: 071519084
- Réseau des bibliothèques de Suisse occidentale: 02-A003306305
- LIBRIS: 188385
- SNAC: w6db8fgp
- Système universitaire de documentation: 032065124
- Trove: 1091697
- Virtual International Authority File: 51757833
- WorldCat: E39PBJwRXDBXdbGcTDwPxdXDbd